# Università federale del Recôncavo di Bahia
L'Università federale del Recôncavo di Bahia (Universidade Federal do Recôncavo da Bahia, UFRB) è un ente di istruzione superiore brasiliana a livello federale, con sede a Cruz das Almas in Bahia.